# Stade Doroteo-Guamuch-Flores
Le stade national Doroteo-Guamuch-Flores est un stade multifonction considéré comme le stade national du Guatemala, situé dans la ville de Guatemala.  C'est le plus grand stade du pays, avec une capacité de 26 000 sièges. Sa construction a débuté en 1948, dans le but d'accueillir les 6e Jeux de l'Amérique centrale et des Caraïbes en 1950. Par la suite il a été renommé en l'honneur du coureur de fond Doroteo Guamuch Flores, vainqueur du marathon de Boston en 1952.
Utilisé principalement pour des matchs de football, le stade accueille la plupart des matchs locaux de l'équipe du Guatemala de football; il est aussi le domicile de deux équipes professionnelles, Comunicaciones et Deportivo Municipal (Los Rojos). Les installations sont gérées par la Confederación Deportiva Autónoma de Guatemala (CDAG).
Un des pires désastres à être survenus lors d'un événement sportif a eu lieu à cet endroit le 16 octobre 1996 lorsque 83 personnes ont été tuées à cause d'une bousculade dans les estrades.

## Présentation
La pelouse du stade Mateo Flores est entourée d'une piste d'athlétisme de huit corridors, originellement en sable mais plus tard refaite en surface synthétique. Les estrades sont divisées en cinq sections: Palco (côté ouest, la seule section couverte), Tribuna (côté ouest, de part et d'autre du Palco), Preferencia (côté est), General Norte (côté nord), and General Sur (côté sud, là où se trouve l'entrée principale).

## Histoire
Le stade a été construit en 1948, en tant qu'élément d'un projet visant à bâtir un ensemble d'installations sportives appelé la Ciudad Olímpica (ville olympique), dans la zone 5 de la capitale guatémaltèque. D'abord appelé Estadio Olímpico (il n'a jamais, en fait, accueilli d'épreuves olympiques), il est construit principalement en béton armé, raison pour laquelle il est parfois appelé le Coloso de Concreto (colosse de béton). Il a été inauguré le 18 août 1950, à l'occasion des 6e Jeux de l'Amérique centrale et des Caraïbes, durant lesquels le coureur local Doroteo (Mateo) Flores a gagné l'épreuve du demi-marathon.
Après la victoire de Flores au marathon de Boston en 1952, le gouvernement du Guatemala a donné son nom au stade, en reconnaissance de ses succès nationaux et internationaux. Depuis, le stade est parfois appelé familièrement El  Mateo.
En 1965, le stade a été l'hôte du championnat de la CONCACAF (ancêtre de la Gold Cup), et tous les matchs ont été joués au Doroteo Guamuch Flores.
En 1973, le stade a été l'hôte des premiers Jeux de l'Amérique centrale (es), et a depuis accueilli les éditions de 1986 et de 2001.
Au cours des ans, le stade a servi de point d'arrivée habituel de l'épreuve annuelle du Vuelta a Guatemala (Tour du Guatemala), la plus importante course de cyclisme sur route en Amérique centrale.

### Tragédie du 16 octobre
Le 16 octobre 1996, quelques minutes avant le début d'un match opposant les équipes de football du Guatemala et du Costa Rica dans le cadre des qualifications pour la Coupe du monde 1998, au moins 83 personnes ont été tuées et plus de 140 blessées quand trop de spectateurs ont tenté d'accéder à l'estrade General Sur, causant une avalanche humaine vers le bas des gradins, qui sont séparés du terrain par une clôture. La mise en vente de faux billets a causé un surplus de spectateurs, et la mauvaise conception du stade pour les situations d'urgence a causé une bousculade, les spectateurs se piétinant et plusieurs mourant par asphyxie. Il s'agit d'une des pires tragédies à survenir dans un stade.
Le match a aussitôt été suspendu par ordre du président du Guatemala Álvaro Arzú, présent dans l'assistance, et le stade a été suspendu d'utilisation par la FIFA jusqu'à la correction des problèmes de sécurité, ce qui a pris plus de deux ans. Quelques-uns des défauts observés ont été corrigés depuis ce temps, mais les installations présentent encore de nombreux problèmes de sécurité liés à l'entrée et la sortie des spectateurs, et le stade est encore considéré sujet à des incidents en cas de foule très nombreuse.
On croit que près de 50 000 personnes ont essayé de se rendre au stade cette journée-là, alors qu'il avait été déterminé quelques jours auparavant qu'il pouvait normalement accueillir 37 500 spectateurs, et qu'on pouvait se rendre à 47 500 en mode d'occupation « compressée ». Un total de 45 796 billets ont été imprimés; selon un rapport diffusé localement, le nombre de billets officiels dépassait déjà la capacité du stade, et la mise en circulation des faux billets a rendu l'affluence de cette journée incontrôlable. À ce moment, treize administrateurs furent tenus collectivement responsables des morts et des blessures, mais ils réussirent tous à faire lever les charges contre eux. La Confederación Deportiva Autónoma de Guatemala (CDAG) n'assume aucune responsabilité pour la sécurité lors d'événements au stade, prétendant que cela relève des organisateurs d'événements. Cependant, la CDAG ne maintient aucun plan de mesures d'urgences de base pour le stade.
Pour se conformer à certaines des recommandations de la FIFA après la tragédie de 1996, la capacité du stade, qui n'avait pas à l'époque de sièges individuels ni de places numérotées, a été réduite à 30 000.